# Prisonworld
Prisonworld – debiutancki album zespołu Lyriel, wydany w 2005 roku przez wytwórnię Black Bards Entertainment. Album został wykonany w stylu folk rocka z odrobiną nuty rocka gotyckiego i celtyckiego. Album jest utrzymany w ciepłej tonacji, teksty poruszają różne tematy między innymi: baśń, natura, los, przeznaczenie, miłość.

## Utwory
1. At the Midnightsgate (instrumentalny) 1:31
2. Prisonworld (sł. Oliver Thierjung) 3:44
3. The Crown of the Twilight 3:23
4. Symmetry of Disfiguration (sł. Oliver Thierjung) 3:43
5. The Singing Nightingale (sł. Oliver Thierjung) 3:17
6. Lind e-Huil (po elficku, sindarinsku) 5:23
7. There's a Rainbow in the Rain (sł. Oliver Thierjung) 3:57
8. Fate of Knowledge 1:23
9. The Judgement of My Harvest Heart 4:21
10. The Spring and the Flight (sł. Oliver Thierjung) 4:16
11. Symmetry of Disfiguration (Akustycznie) 3:43
12. The Crown of the Twilight (Akustycznie) 3:21